# Skinskolten
Skinskolten (norwegisch für Glatzkopf oder Gläzender Kopf) ist eine Eiskuppel an der Prinzessin-Astrid-Küste des ostantarktischen Königin-Maud-Lands. Sie ragt im westlichen Teil des Nivlisen auf.
Wissenschaftler des Norwegischen Polarinstituts benannten sie deskriptiv.